# Matt Villa
Matt Villa (* 20. Jahrhundert) ist ein australischer Filmeditor.
Villa begann seine Laufbahn in den frühen 1990er Jahren als Schnittassistent. Seit den frühen 2000er Jahren ist er als eigenständiger Editor tätig. Seit Der große Gatsby aus dem Jahr 2013 ist er gemeinsam mit Jonathan Redmond für den Regisseur Baz Luhrmann tätig.
Für ihre gemeinsame Arbeit an Elvis wurden Redmond und Villa 2023 für den Oscar in der Kategorie Bester Schnitt nominiert. Für diese Produktion sind die beiden auch für andere Preise nominiert und sie erhielten eine Auszeichnung der Australian Screen Editors und einen AACTA Award. Diesen Preis hatte Villa zuvor bereits 2014 und 2015 erhalten.

## Filmografie (Auswahl)
- 2009: Daybreakers
- 2013: Der große Gatsby (The Great Gatsy)
- 2014: Predestination
- 2014: Das Versprechen eines Lebens (The Water Diviner)
- 2017: The LEGO Batman Movie
- 2018: Winchester – Das Haus der Verdammten (Winchester)
- 2021: Peter Hase 2 (Peter Rabbit 2: The Runaway)
- 2022: Elvis
- 2024: Sleeping Dogs – Manche Lügen sterben nie (Sleeping Dogs)
- 2024: Eden